# Medora, North Dakota
Medora är administrativ huvudort i Billings County i North Dakota. Enligt 2020 års folkräkning hade Medora 121 invånare.